# Gasparia lomasi
Gasparia lomasi är en spindelart som beskrevs av Forster 1970. Gasparia lomasi ingår i släktet Gasparia och familjen Desidae. Inga underarter finns listade i Catalogue of Life.